# Vossloh Euro
Vossloh Euro je serija dizel-električnih lokomotiv španskega proizvajalca Vossloh. Na voljo so dve glavni seriji: 4-osna Euro 3000 in 6-osna Euro 4000.